# Sinthusa valdana
Sinthusa valdana är en fjärilsart som beskrevs av Hans Fruhstorfer. Sinthusa valdana ingår i släktet Sinthusa och familjen juvelvingar. Inga underarter finns listade i Catalogue of Life.